# Овчаренко Петро Дмитрович
Петро Дмитрович Овчаренко (* 11 липня 1946 28 серпня 2024) — український історик, дослідник суспільно-політичних процесів новітньої історії України, історії української науки XX століття; етнонаціональної політики, етнології та міжнаціональних відносин в Україні у другій половині XX століття.

## Біографія
Народився 11 липня 1946 року. 1973 року закінчив історичний факультет Київського державного університету. У 1973–1976 роках — аспірант, у 1976–1978 роках — молодший науковий співробітник відділу історії комуністичного будівництва Інституту історії АН УРСР. 1977 року, під керівництвом члена-кореспондента АН УРСР А. Г. Шевелєва, захистив кандидатську дисертацію на тему: «Наукове співробітництво Радянської України з братніми республіками СРСР в умовах розвинутого соціалізму (1959–1975 рр.)». У 1978–1983 роках — науковий співробітник-консультант Президії АН УРСР. У 1983–1991 роках — старший науковий співробітник сектора, згодом відділу історії культури українського народу Інституту історії АН УРСР. У 1991–1994 роках — завідувач відділу джерел з історії науки Інституту української археографії НАН України. У 1994–1996 роках — старший науковий співробітник відділу історії культури українського народу Інституту історії України НАН України. З 1996 року — начальник управління етнонаціональних процесів в Україні та у справах української діаспори Міністерства України у справах національностей та міграції. У 1996–1999 роках — начальник управління етнонаціональних процесів та у справах національних меншин Держкомітету України у справах національностей та міграції. У 1999–2000 роках — державний експерт Апарату Ради національної безпеки і оборони України. З 2000 року — в Апараті Верховної Ради України — заступник завідувача Секретаріату Комітету з питань прав людини, національних меншин і міжнаціональних відносин.
З 1994 року — член Міжнародної консультативної ради журналу «Політична думка». У 1996–1999 роках член Української частини Підкомісії з гуманітарних питань Українсько-Російської змішаної комісії по співробітництву, Двосторонньої Українсько-Словацької комісії з питань національних меншин, освіти і культури, експерт змішаної Українсько-Угорської комісії з питань забезпечення прав національних меншин та Змішаної міжурядової Українсько-Румунської комісії з питань забезпечення прав осіб, які належать до національних меншин. З 1999 року — член ради громадської організації «Центр сучасного суспільствознавства».

## Наукова діяльність
Один з авторів колективних робіт:
- Історія Української РСР. — том 8. — книга 2. — Київ, 1979;
- История рабочих Донбасса. — том 2. — Київ, 1981;
- Історія Києва. — том 3. — Київ, 1987;
- Історія Академії наук України, 1918–1923 рр.: Збірка документів і матеріалів. — Київ, 1993.

Основні праці:
- Циганський етнос на карті України // Відкритий світ. Open World. — Київ, 1998. — № 2;
- Законодавче забезпечення прав національних меншин в Україні // Соціальний захист в національних громадах України. Збірник наукових праць. — Київ, 1998;
- З літопису життя українців у Польщі // Українська діаспора, Київ-Чикаго. — 1997. — № 10;
- Участие Украинской ССР в научном сотрудничестве братских союзных республик (1959–1975 гг.). — Київ, 1982;
- Учені Києва — народному господарству. — Київ, 1982 (у співавторстві).